# ハーバート・N・ストラウス・ハウス
座標: 北緯40度46分18秒 西経73度58分00秒 / 北緯40.771604度 西経73.9665989度

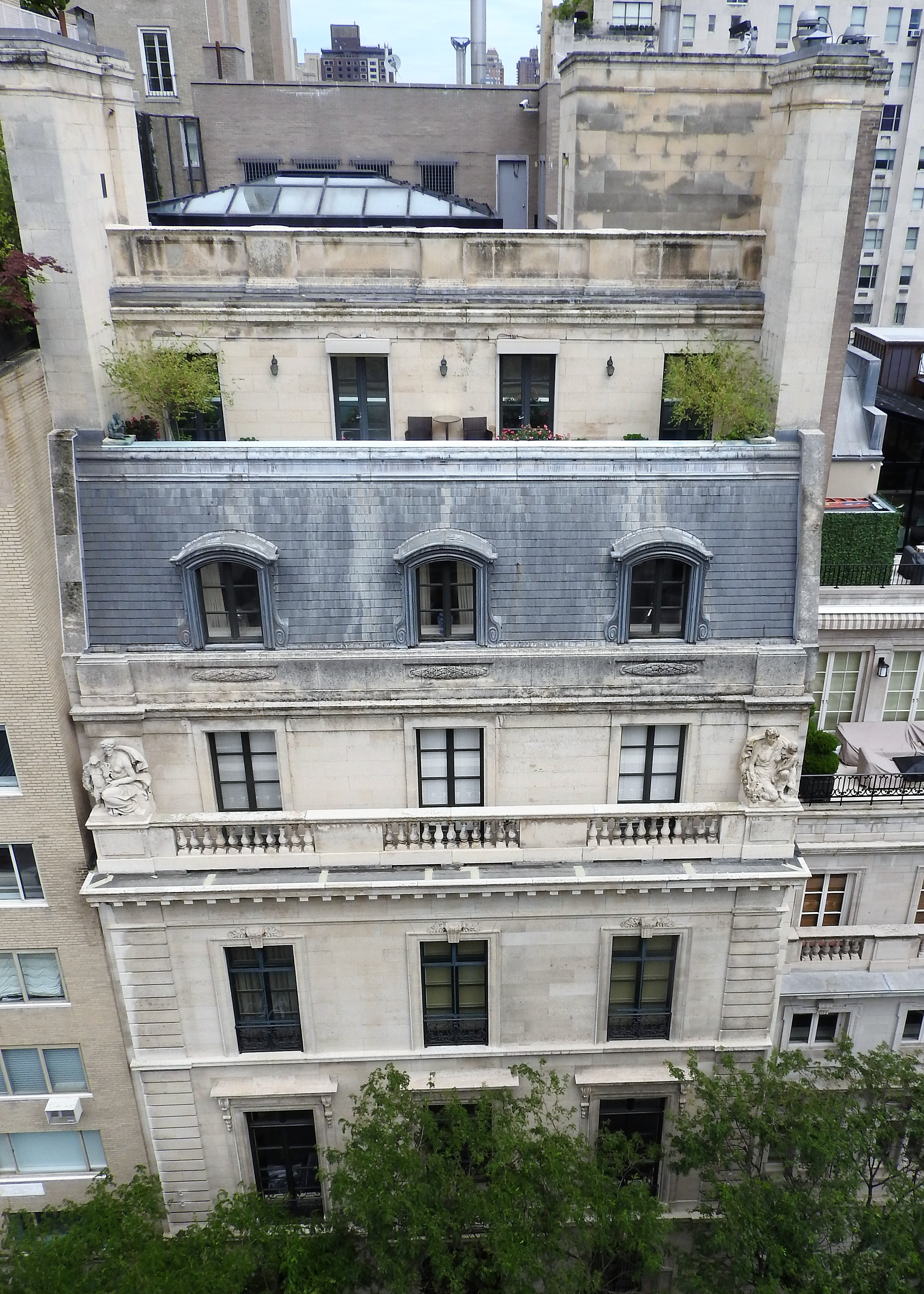
9イースト71ストリートからの眺望。

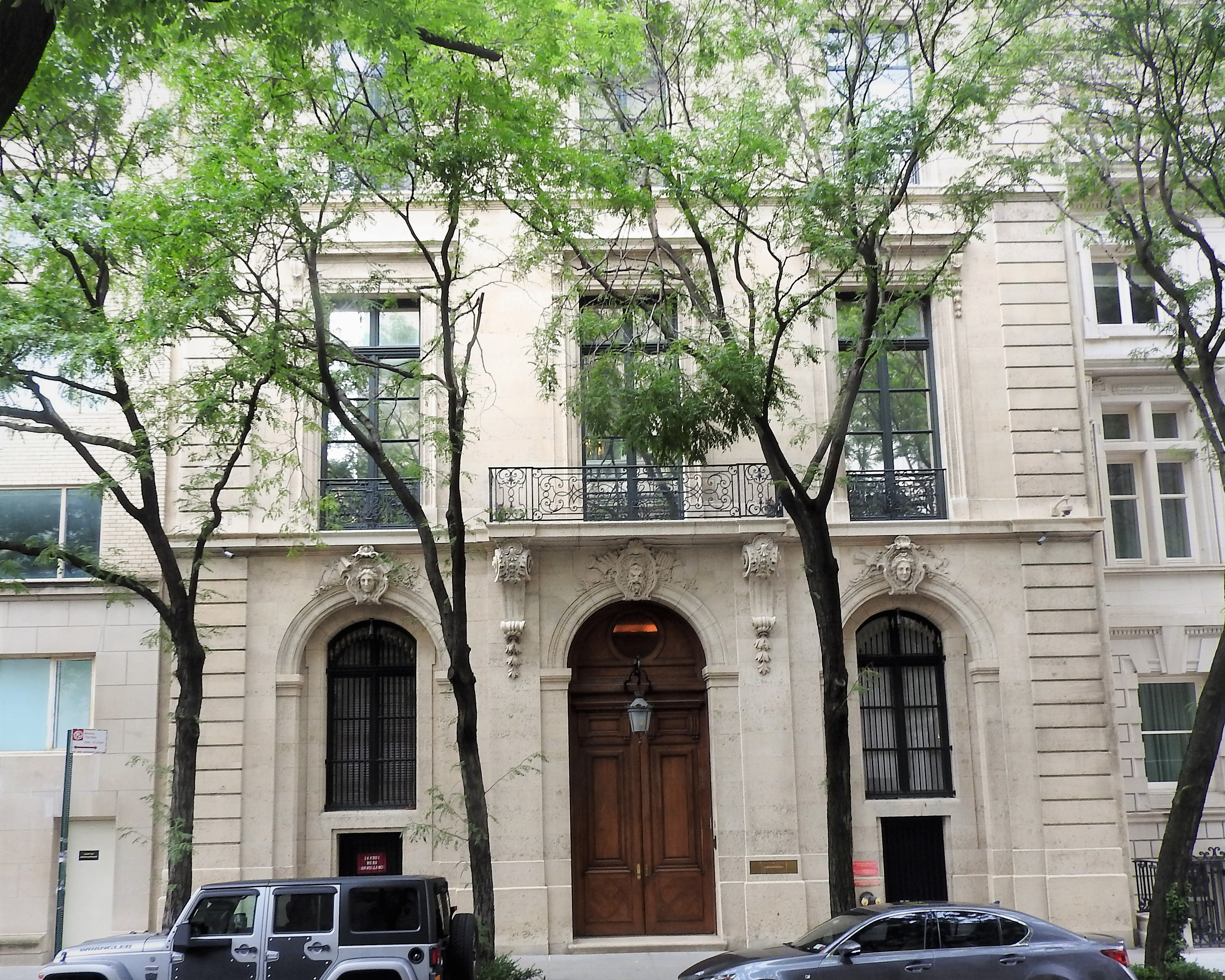
メインエントランス。

ハーバート・N・ストラウス・ハウス（Herbert N. Straus House）は、ニューヨーク市のマンハッタン、アッパー・イースト・サイドにある5番街の東、9イースト71ストリートに所在する大型タウンハウス。ホレス・トランバウアーによって設計され、1932年に竣工した。1977年に屋上部分が増築された。ハウスの大きさは、1980年代後半時点では21,000平方フィート (2,000 m2)と考えられていたが、2003年には9階建ての51,000平方フィート (4,700 m2)に及んだ。オーク製のドアと大きなアーチ型の窓があり、外装は石灰岩からなる。ロードヒーティングされた歩道に面している。

## 歴史
イジドーとアイダ・ストラウスの6番目の子供であるハーバート・ストラウスは1933年に死去し、実際にはこの家には居住しなかった。1989年、レスリー・ウェクスナーが1320万ドルでこの家を購入し、1996年か2007年にジェフリー・エプスタインに売却した。